# 约翰·李尔本
约翰·李尔本（英語：John Lilburne，1614年—1657年8月29日），也被称为自由人约翰（Freeborn John），1642–1650年英国内战前后平等派领袖，他提出了“生而自由的权利”一词，将其定义为每个与生俱来的权利，而不是政府或人类法所赋予的权利。1649年起草《人民協定》。他早期是清教徒，最后加入贵格会。他是最早主张緘默權的人物之一，其作品曾被美国最高法院引用，如美国宪法第五修正案和1966年的米兰达诉亚利桑那州案。